# Комплекс зданий Ижорского завода
Комплекс зданий Ижорского завода — комплекс зданий Адмиралтейских Ижорских заводов, частично охраняемый как памятник архитектуры. Расположен в Колпино, современный адрес — проспект Ленина, 1.

## История
Завод развивался по мере развития Балтийского флота. Первым производственным зданием комплекса была плотина на Ижоре и пильная вододействующая мельница при ней для распиловки леса, построенная около 1710 года по указанию А. Д. Меншикова. С 1712 года мельницей ведало Адмиралтейство, в 1719 году её перенесли ближе к Неве. На новом месте с 1722 года был поставлены медный и проволочный заводы, в 1724 году их перенесли в Сестрорецк, вновь оставив в Ижоре лесопильни Адмиралтейства, заодно предоставлявшие материалы на строительство дворца в Царском Селе.

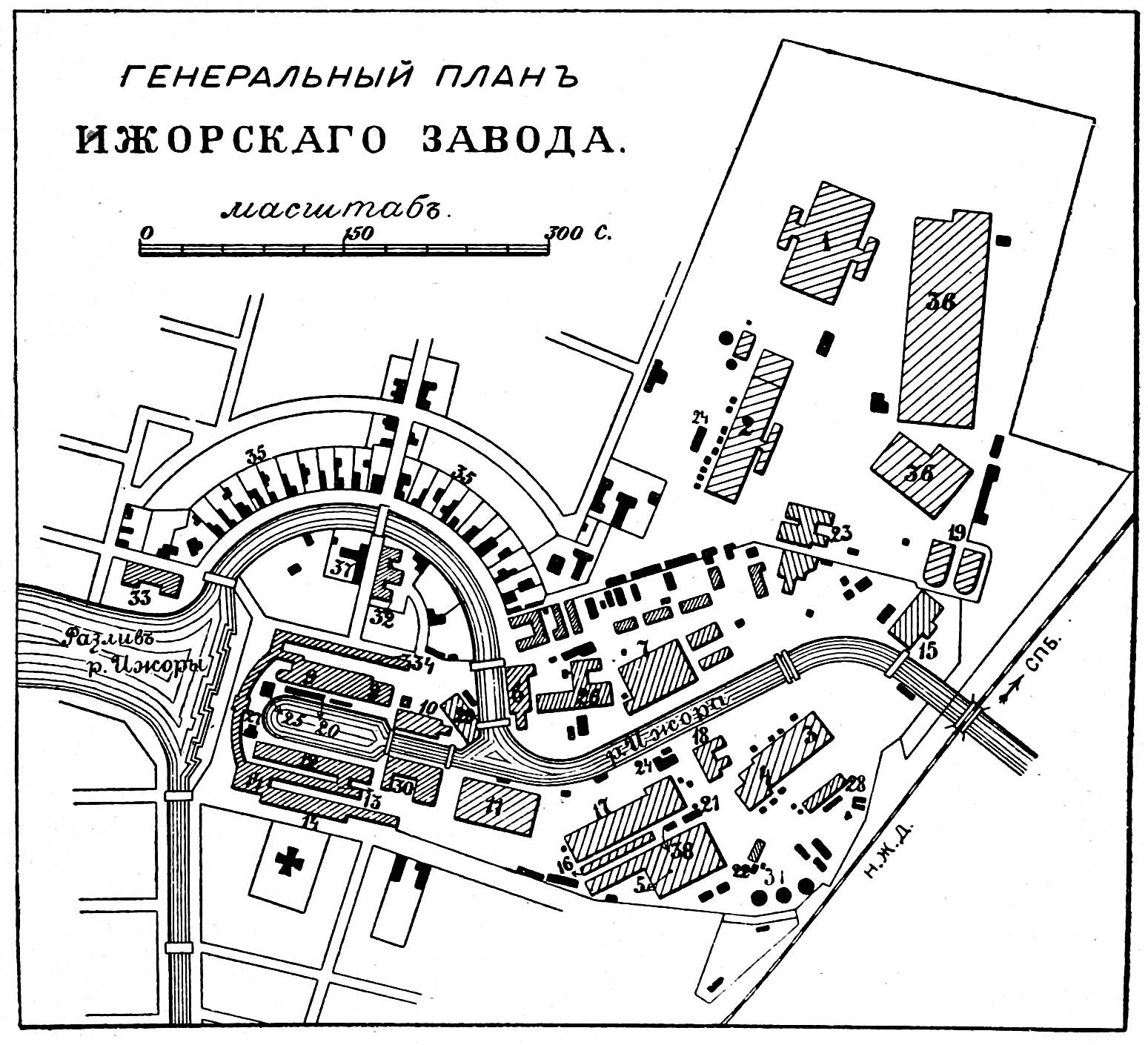
Генеральный план Ижорского завода (1911—1915).
1 — Бронеотдел. маст. 2 — Бронезакал. маст. 3 — Стар. броневой завод 4 — Закалочная 5 — Механич. маст. 6 — Латуннопрок. маст. 7 — Цельнотянут. труб. маст. 8 — Модельная 9 — Якорная, медно-прокатная 10 — Корабельная 11 — Трубопрокат. и железокот. маст. 12 — Паровая кузница и новая сборочная 13 — Кузница мелких поковок 14 — Стар. сборочная, минная, чугуннолит., слесарная 15 — Больш. сталепл. маст. 16 — Кузница и котловая 17 — Железоделат. завод 18 — Сталепл. маст. 19 — Гофманские печи 20 — Цепопробная 21 — Компрессоры 22 — Глиномятн. 23 — Завод огнеупорн. кирпича 24 — Генерат. 25 — Кирпич. завод 26 — Гильзов. завод 27 — Газов. завод 28 — Котловая 29 — Эллинги 30 — Электрич. станция 31 — Нефтяные баки 32 — Больница 33 — Заводская школа 34 — Административный флигель 35 — Дома служащих 36 — Склады 37 — Собрание 38 — Ремонтная

В 1753 году были заложены якорный и медный заводы, с 1762 года работавшие регулярно. В концу века в комплексе было 7 лесопилен, два упомянутых завода, а также плющильный и литейный заводы, завод по резке железа, оружейный завод (возник в 1797 году, в 1802 году переведён в Сестрорецк) и инструментальная мастерская.
В 1803 году В. Гесте разработал проект реконструкции завода на базе программы Ч. К. Гаскойна. Согласно проекту, требовалось построить дугообразную плотину длиной 250 метров, расширить часть русла реки, построить два симметричных ряда новых зданий для мастерских с продольных сторон геометрически правильного бассейна, берега которого были укреплены гранитными блоками. От плотины требовалось провести между рядами зданий два канала, вода в которых будет крутить колёса, приводящие в действие механику завода. По углам прямоугольного ансамбля должны были стоять квадратные в плане служебные павильоны. Среди домов западной линии одно здание выделялось для административных целей, перед ним была спроектирована полукруглая площадь с двумя кварталами для руководства завода; за кварталами должен был проходить полукругом водоотводный канал длиной в полкилометра, за которым стояли рабочие кварталы.
Водоотводный канал был доделан к 1805 году, главная плотина — в 1806 году (на следующий год её укрепили подпорной кирпичной стеной высотой 12,8 м с толщиной стены у основания 3,6 м). На 1808 год проект был по большей части реализован. Были не достроены якорный завод, красочная мастерская, часть деревянных складов и рабочие кварталы (рабочие в это время жили в Колпино). В 1811 году к стене пристроили средний молотовый завод, в 1836 году — цепные кузницы и цепопробную мастерскую, в которой канаты и ковались, и испытывались на разрыв. Дорога по плотине соединяла берега реки. С 1819 года на территории устанавливались литые конструкции для защиты от огня, в то же время деревянные гидравлические механизмы стали менять на металлические. В 1833 году по границе территории завода была поставлена железная решётка с чугунными столбами-колоннами.
В 1856—1872 годах были построены новые мастерские для изготовления брони и железа под руководством К. И. Шведе и И. И. Зарубина (1863—72 годы).
Здание якорной кузницы перекрыто куполом с круглым световым отверстием по центру, основой для светового фонаря служит металлическое кольцо на чугунных радиальных фермах.
В крестообразной в плане газгольдерной с круглым куполом на высоком барабане (1849 год) и почти таком же здании для литья стали использован при строительстве металл.
Административный корпус (построен в 1803—1805 годах) сохранил изначальный облик в общих чертах. Это двухэтажное здание с тремя арочными проездами по центру, над средней частью с треугольным фронтоном стоит квадратная в плане часовая башня с куполом и флагштоком. Изначально по сторонам здания стояли два двухэтажных корпуса; они были соединены с конторой одноэтажными корпусами, которым потом надстроили ещё по этажу. В конце XIX — начале XX веков боковые флигели получили аттики, а единство в оформлении было нарушено увеличением окон второго этажа. Главный фасад основного корпуса украшен нишами с полукруглыми завершениями и окнами на первом этаже. С 2016 года используется как здание Администрации Колпинского района.
На площади перед заводоуправлением со второй половины XIX века был создан сад.
Здания модельной и гвоздильной мастерских в 2016 году планировали переделать под музей и выставочный зал.

## Иллюстрации

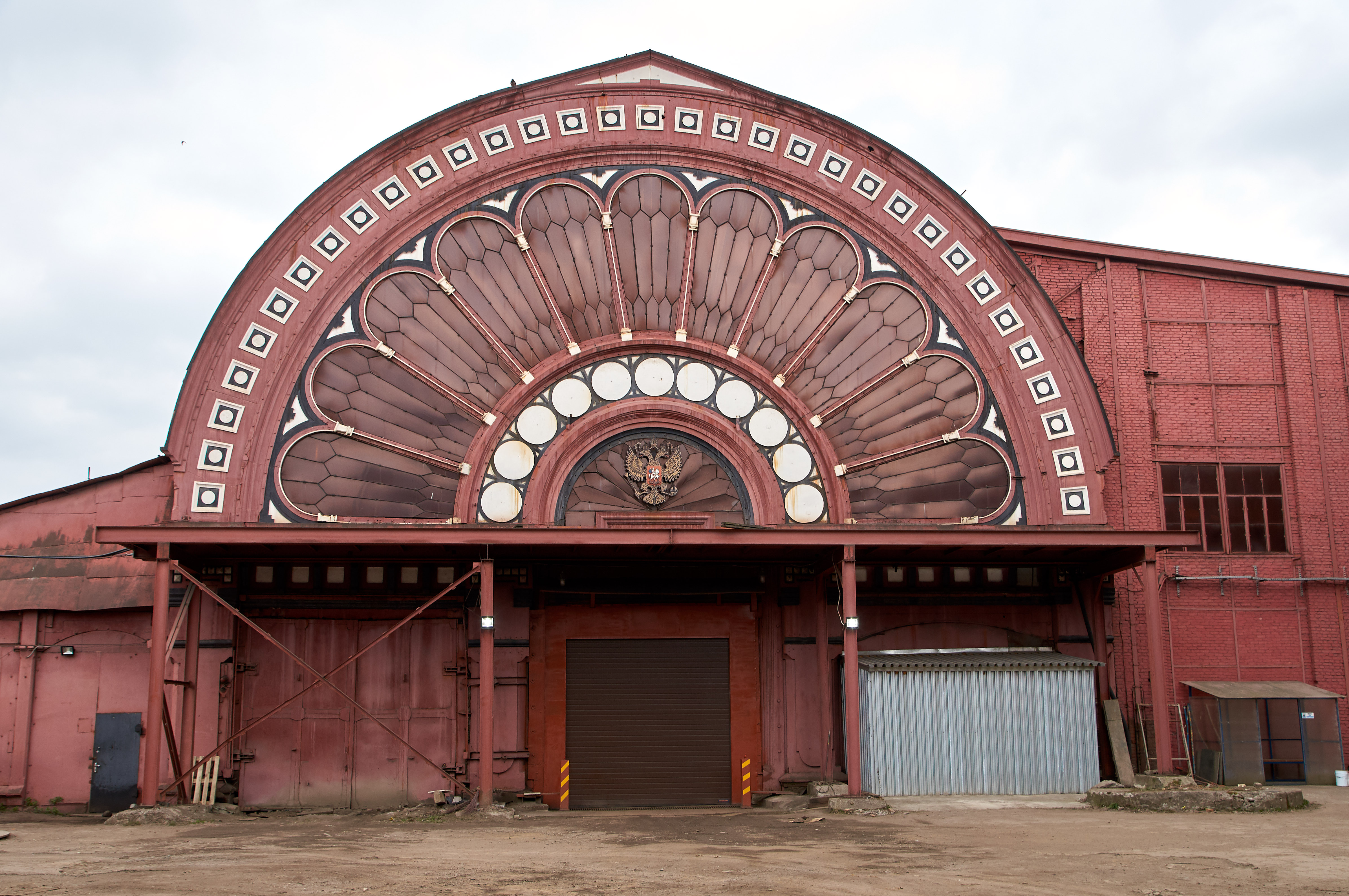
Железоделательный завод
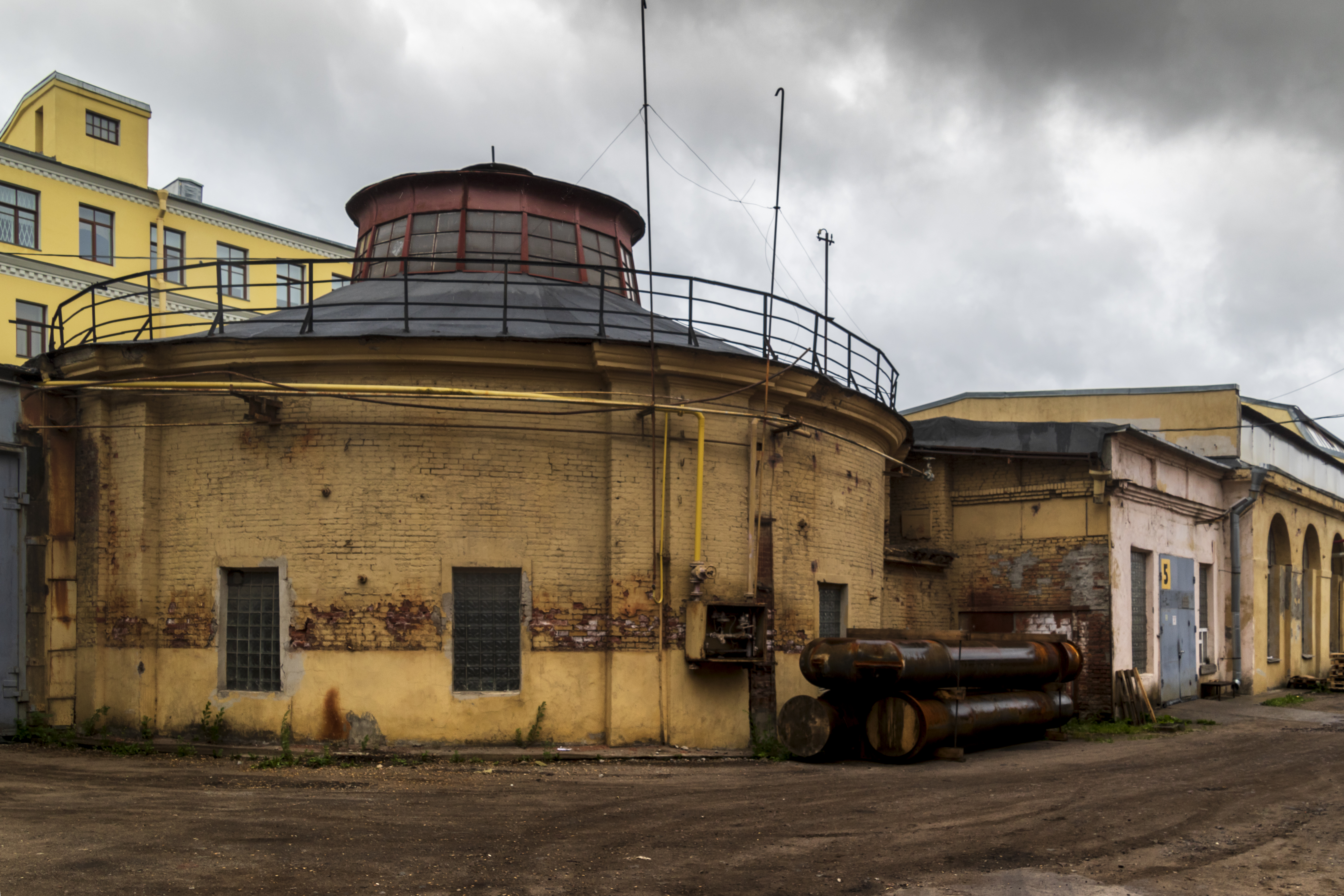
Якорный завод
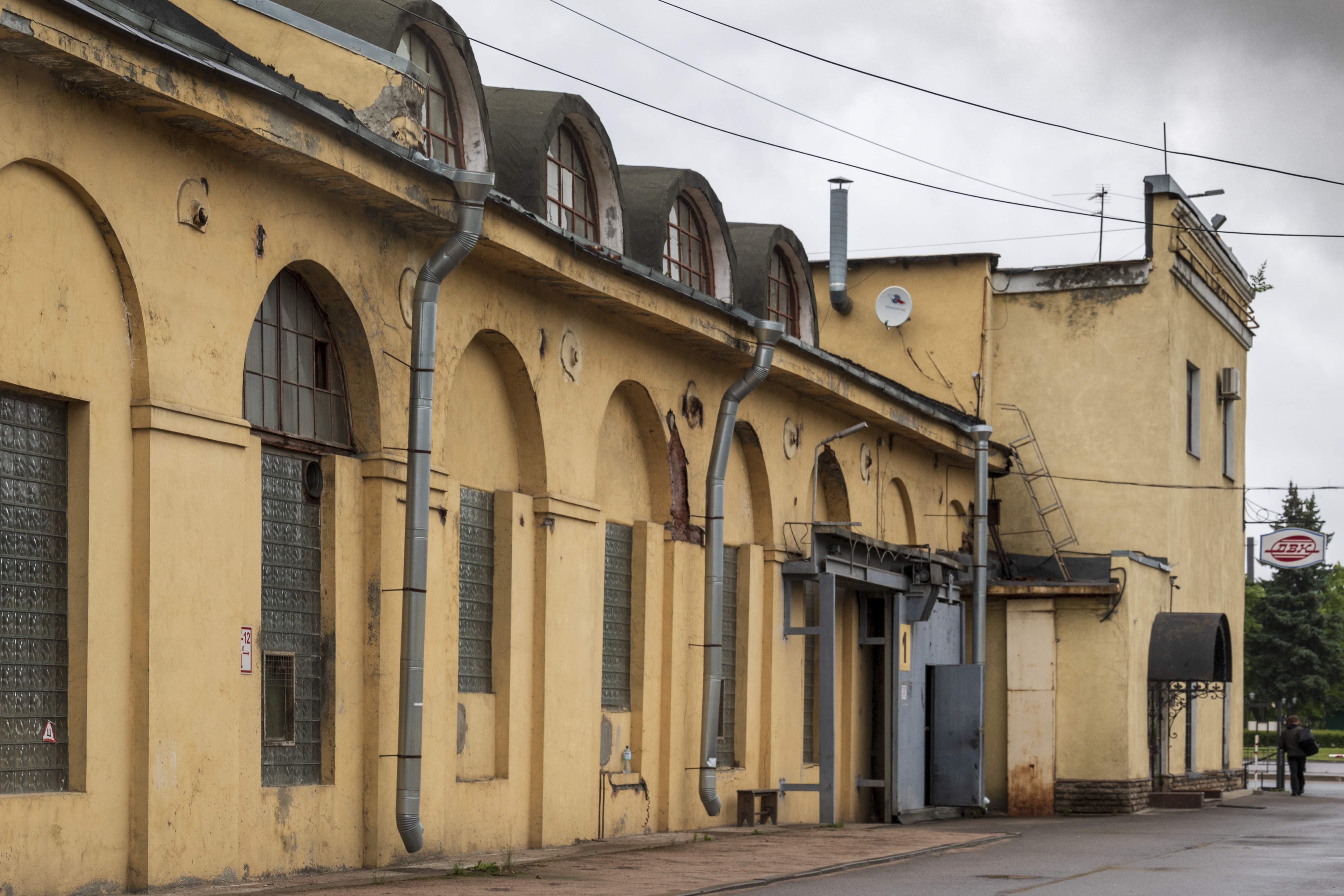
Молотовой и плющильный заводы
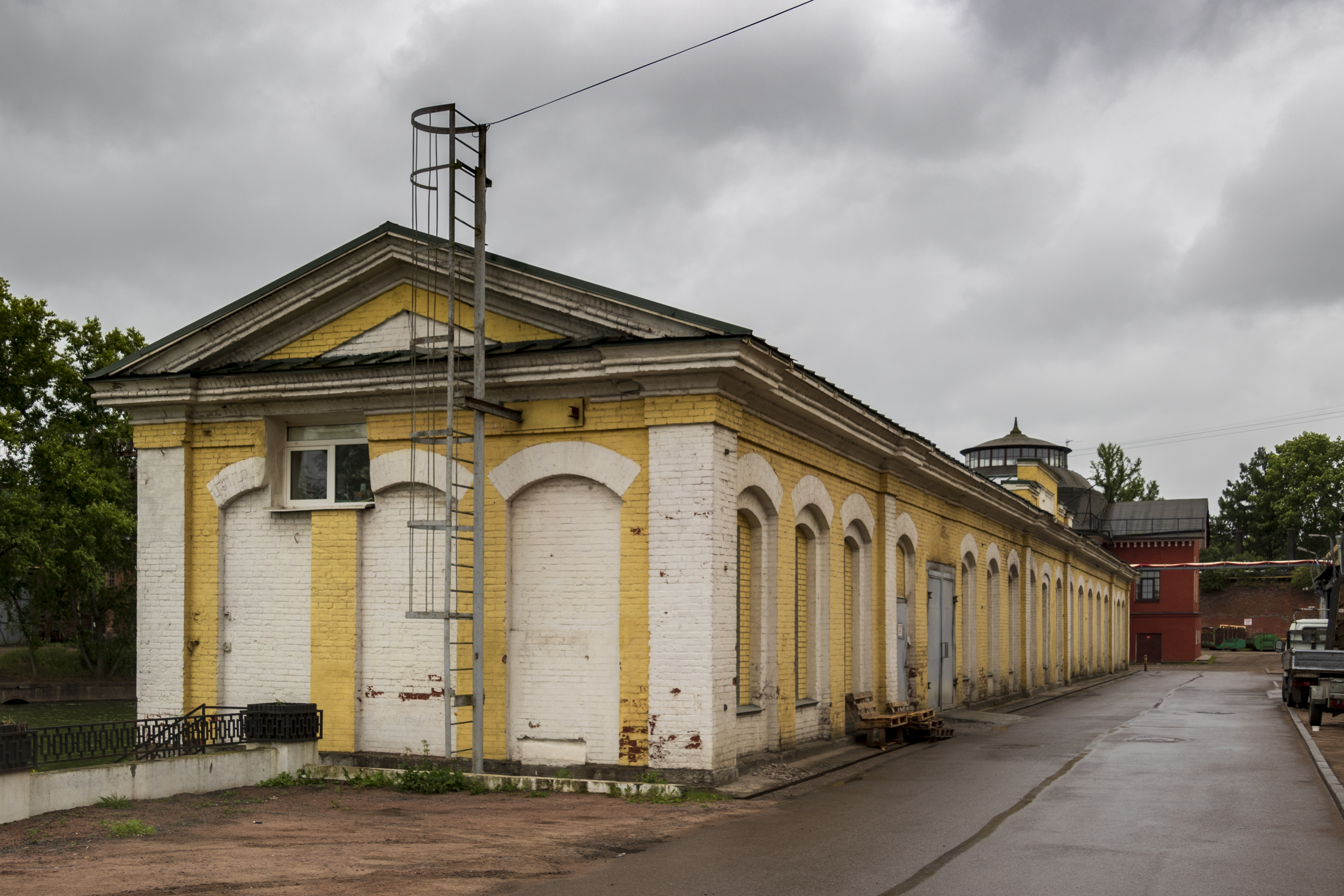
Цепопробная мастерская
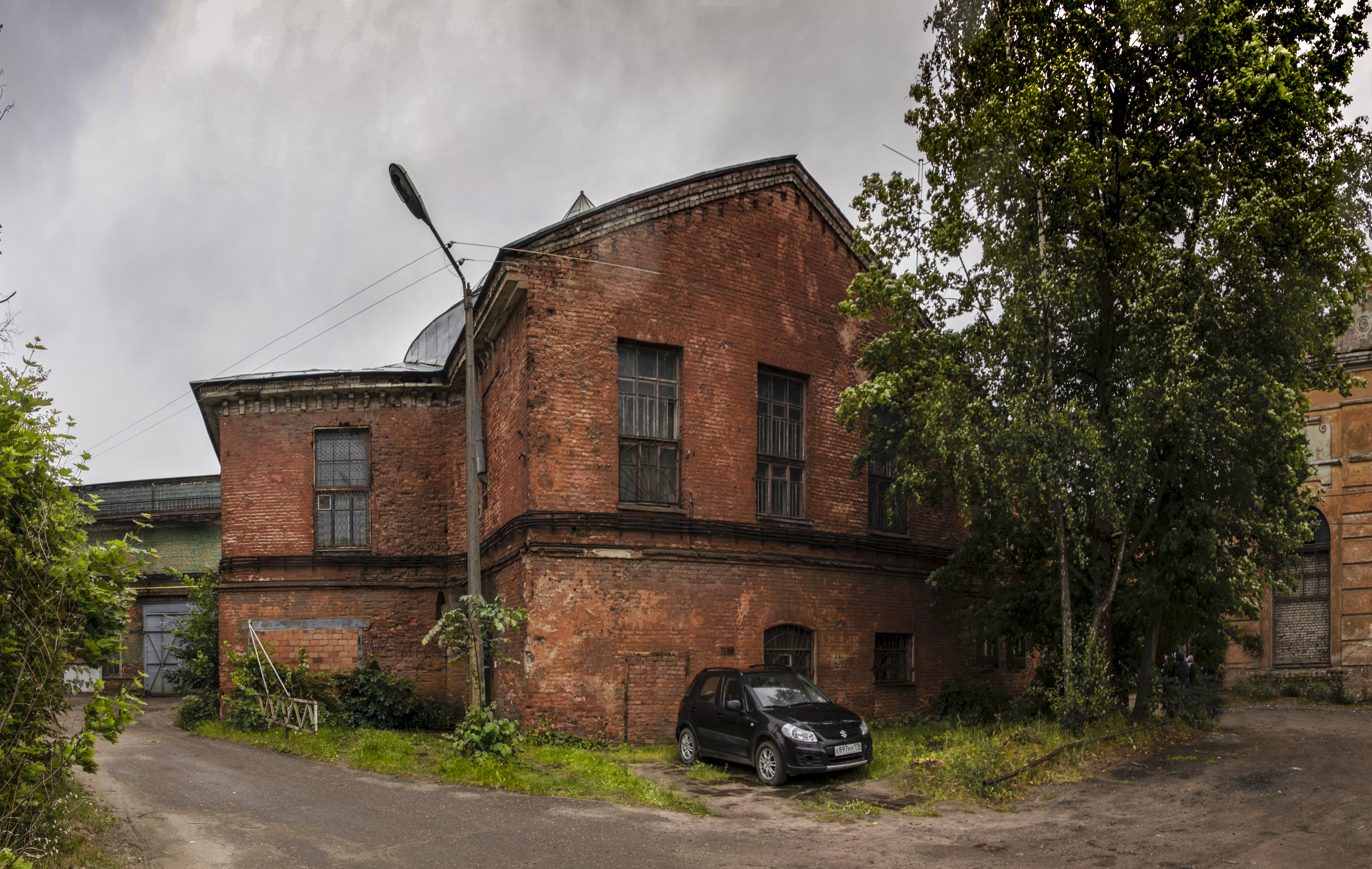
Газгольдер
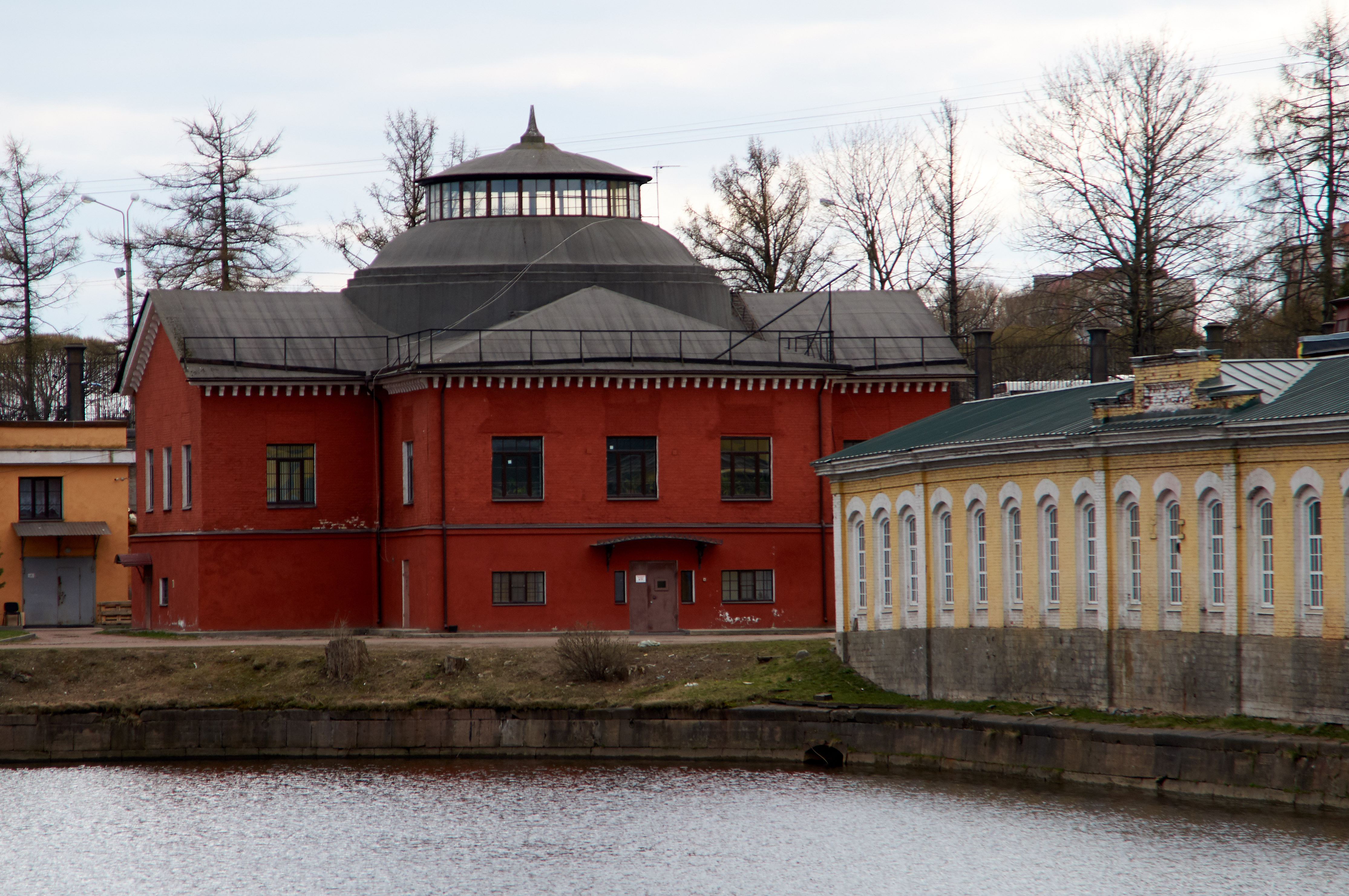
Сталеплавильный цех
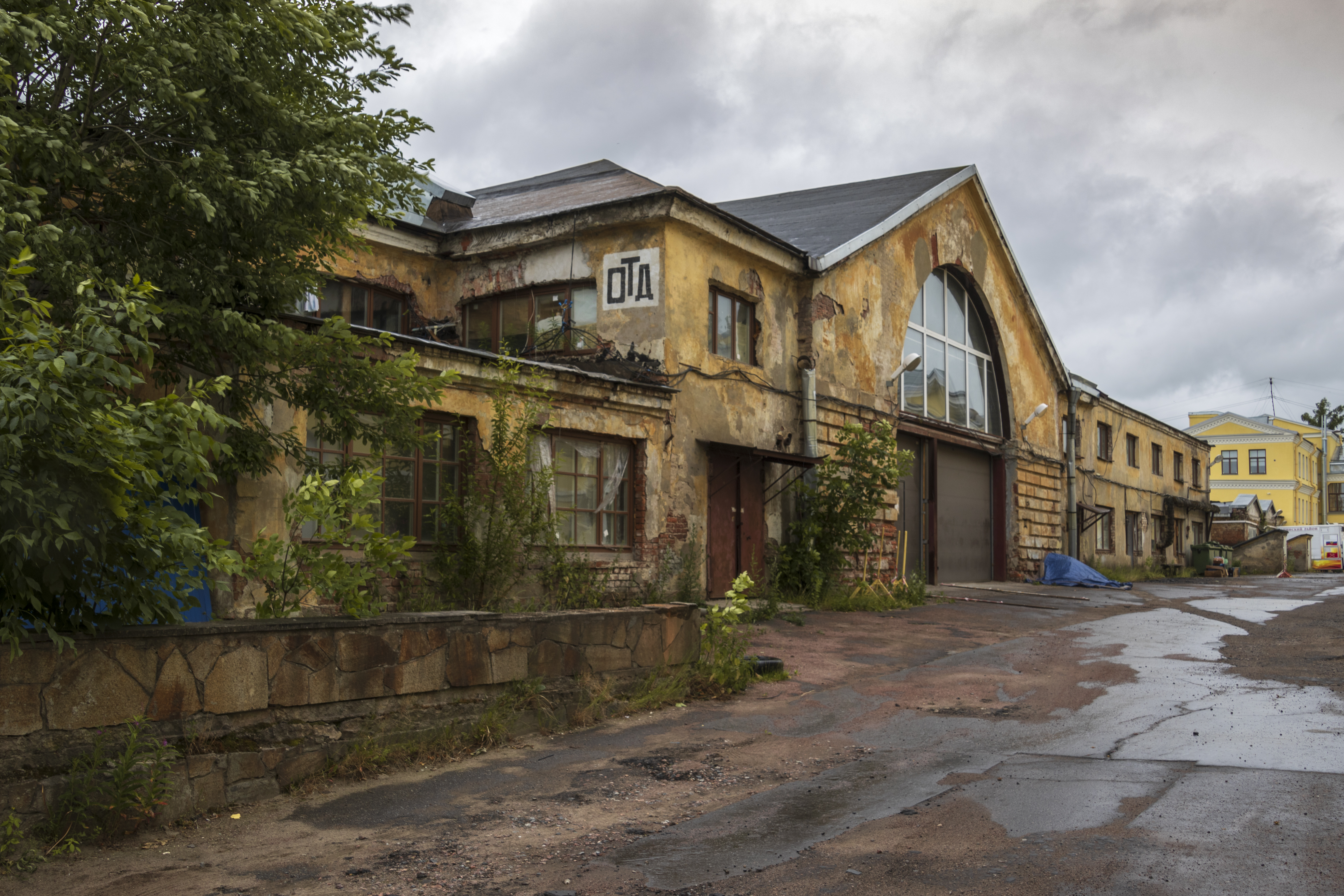
Модельная и гвоздильная мастерская
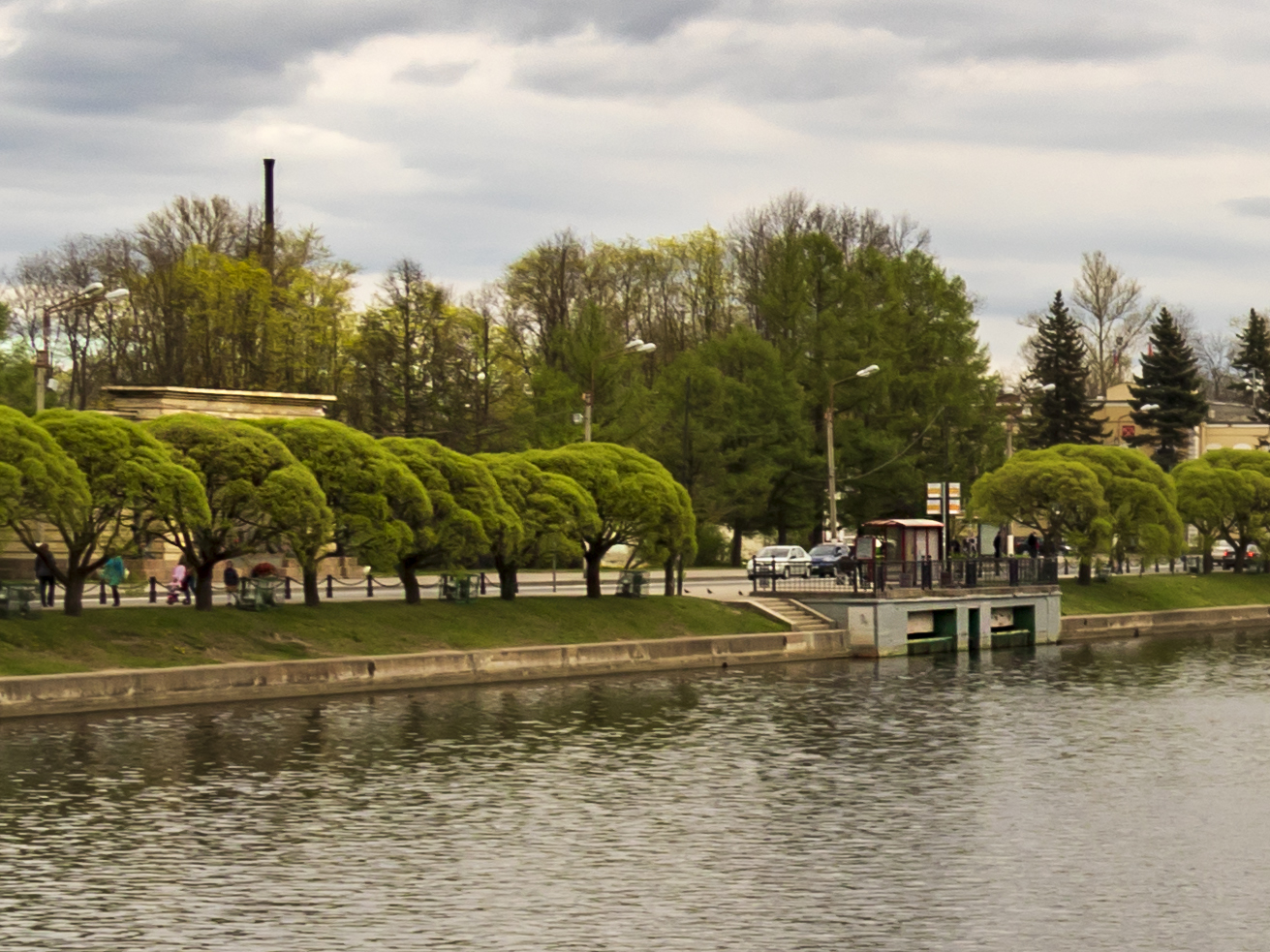
Главная плотина № 1 с подпорной стеной
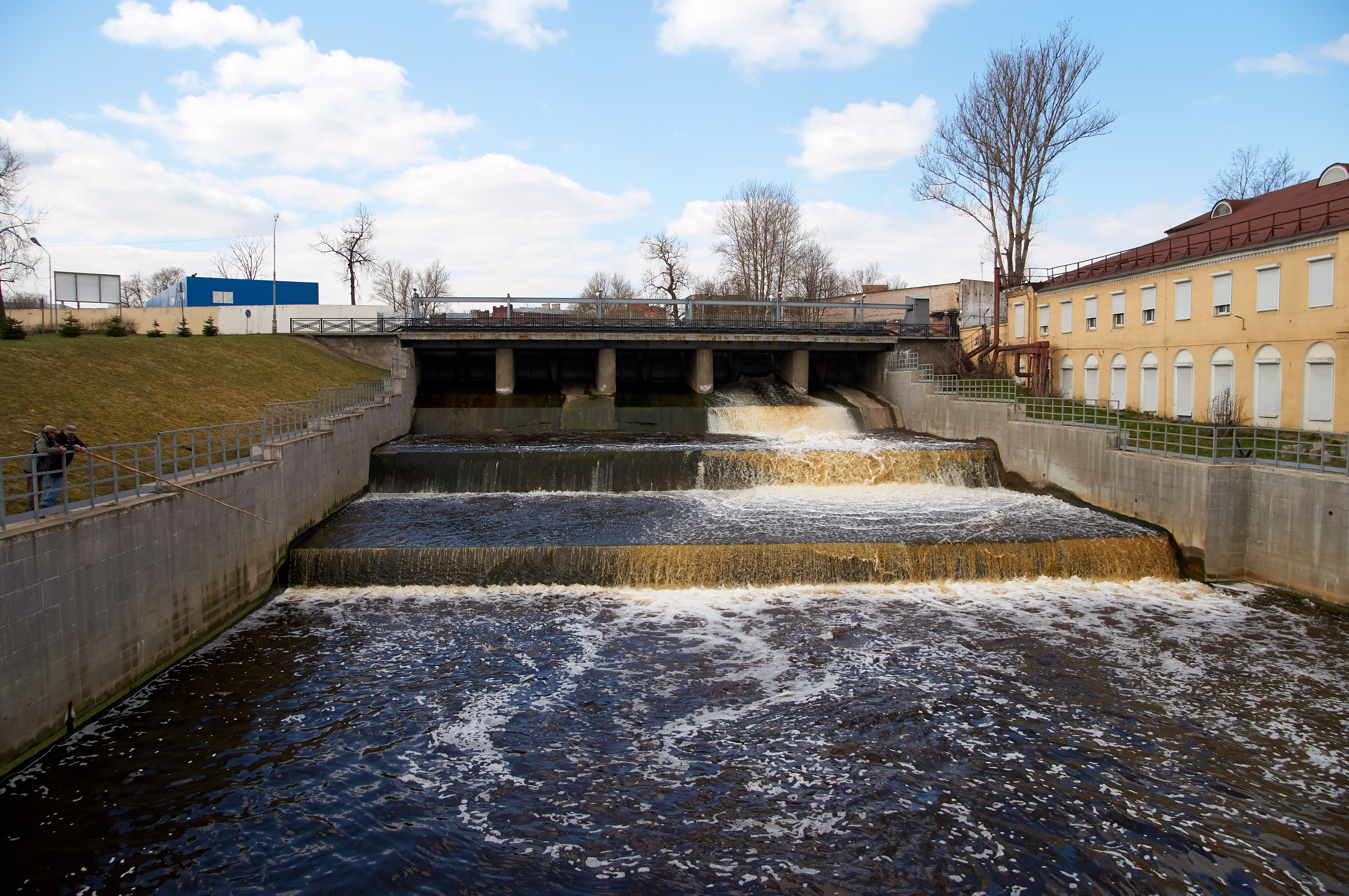
Мост-плотина №2